# Mesovelia blissi
Mesovelia blissi är en insektsart som beskrevs av Drake 1949. Mesovelia blissi ingår i släktet Mesovelia och familjen vattenspringare. Inga underarter finns listade i Catalogue of Life.